# Marie Skobtsova
 (novembre 2017).
Mère Marie Skobtsova ou sainte Marie de Paris, en russe Мать Мария (Скобцова), née Élisabeth Iourievna Pilenko le 8 décembre 1891 à Riga, dans le gouvernement de Livonie qui faisait alors partie de l'Empire russe et morte le 31 mars 1945 à Ravensbrück, est une poétesse, mémorialiste, devenue religieuse orthodoxe  alors qu'elle était émigrée à Paris. Durant la Seconde Guerre mondiale, elle était membre de la résistance française. Elle a été canonisée comme martyre de la Foi par l'Église orthodoxe (Patriarcat de Constantinople) le 16 janvier 2004.

## Biographie

### En Russie
Élisabeth Iourievna Pilenko était la fille d'un magistrat de l'Empire russe, Youri Dmitriévitch Pilenko, qui exerçait à Riga ; sa mère était issue de la famille aristocratique des Dmitriev-Mamonov. La famille déménagea à Anapa, ville balnéaire des bords de la mer Noire, en juin 1895, à la retraite du père de famille. Celui-ci avait hérité dans le village de Djemet, à six verstes de la ville, d'un domaine viticole. Youri Pilenko fut nommé directeur du jardin botanique Nikitsky en Crimée, au printemps 1905 et la famille déménagea à nouveau, mais toujours près de la mer. La jeune Élisabeth fit ses études au lycée de filles de Yalta, mais la famille Pilenko dut à nouveau partir l'année suivante, lorsque le père fut nommé comme fonctionnaire au département des affaires agricoles à Saint-Pétersbourg. Deux mois après, le 17 juillet 1906, il mourut brutalement.
La jeune fille, qui avait quinze ans, se tourna vers la littérature et les arts. Elle s'intéressait à la poésie et alla même trouver chez lui Alexandre Blok pour discuter longuement avec lui[réf. nécessaire]. Il lui dédicaça un poème. Élisabeth termina ses études secondaires en 1909, avec médaille d'argent, et passa les grandes vacances dans le domaine familial près d'Anapa. Quelques mois plus tard, en février, elle épousait un juriste féru de littérature, Dimitri Kouzmine-Karavaïev. C'est à cette époque, qu'elle se plongea dans la littérature religieuse et s'efforça, parallèlement à la déception de son mariage, d'approfondir sa foi. Elle devient la première femme à suivre des cours à l'Académie de théologie de Saint-Pétersbourg.
En même temps, elle écrivait des poèmes aux accents acméistes et en fit publier plusieurs recueils, dont Les Tessons scythes, Ruth ou Iourali. La Russie connaissait alors son âge d'argent et les discussions philosophiques et littéraires s'accompagnaient aussi de prises de parti dans le domaine politique, dans ces années postérieures à la première révolution de 1905. La jeune femme n'y était pas étrangère. Elle regrettait le conservatisme du pouvoir qui trouvait l'idée d'une Constitution prématurée. Elle s'inscrivit même au parti SR, porte-drapeau de l'intelligentsia de gauche de l'époque.
Son mariage avec Dimitri Kouzmine-Karavaïev (qui se convertira plus tard au catholicisme) se dissout après 1913 ; la naissance de la petite Gaïana, son premier enfant, est peut-être le fruit d'une brève aventure d'Elisabeth, alors qu'elle était toujours mariée, mais séparée de fait. Elisabeth s'installe alors dans le sud de la Russie.
Ses convictions politiques se doublèrent vite de préoccupations sociales, dans un pays où l'industrialisation rapide et plus tardive provoquait des tensions sociales que la Grande guerre ne fit qu’aggraver. La Russie impériale se battait du côté de ses alliés français et anglais, mais la révolution de février 1917 allait précipiter la chute de l'Empire et faire advenir en octobre le parti bolchévique. La jeune femme avait vu avec soulagement l'abdication de Nicolas II, mais s’inquiéta de la tournure des événements, lorsque la révolution se transforma en guerre civile. Elle prit parti du côté des Blancs, alors qu'elle avait été élue maire-adjoint d'Anapa du temps du gouvernement bolchévique. Lorsque les Blancs prennent la région, elle passe en jugement, mais est finalement acquittée et même nommée par eux maire de la ville en février 1918. La région changea de mains brièvement, mais resta jusqu'au début de 1920 aux mains de l'Armée blanche qui luttait contre le pouvoir bolchévique. Elle s'était séparée de son premier époux pour se remarier à Daniel Skobtsov, qui avait été juge à son procès. Fin 1919, elle décida de s'enfuir en Géorgie, où naquit son fils Georges, puis de prendre l'un des derniers bateaux de la mer Noire, qui évacuait les soldats de l'Armée blanche et quelques alliés en direction de Constantinople, où ensuite, avec sa mère, ses deux enfants et son mari, elle rejoignit la Serbie (où naquit son troisième enfant, sa fille Anastasia) qui avait été alliée de la France. Elle s'installe enfin à Paris en 1923.

### En France
Comme des dizaines de milliers de réfugiés russes, elle allait alors partager la condition des émigrés Blancs de Paris, autrefois membres de l'élite sociale pour la majorité d'entre eux et désormais obligés de survivre en exil. On pouvait croire qu'il serait bref, mais plus les années passaient, plus l'on se rendait compte que la nouvelle Union soviétique, créant un type d'homme nouveau, s'installait pour longtemps. Lorsque son dernier fils fut adolescent, Élisabeth, qui fréquentait les nouvelles églises modestes de la communauté russe de banlieue et celle plus ancienne de la rue Daru, suivait son père spirituel. La mort de sa petite fille Anastasia en 1926 avait été une grande souffrance.
Elle trouva son inspiration dans le développement de la pensée théologique à l'Institut supérieur de théologie orthodoxe, et reçut de son archevêque, le métropolite Euloge, en mars 1932, à l'église Saint-Serge de Paris, l'habit monastique et le nom de Marie, en l'honneur de Marie l'Égyptienne, la repentante du désert. Toutes ces années d'épreuves l'avaient véritablement convertie. Elle fréquenta des monastères orthodoxes russes en Lettonie et en Lituanie, nouveaux pays qui abritaient de petites communautés de ses compatriotes. Elle fut choisie comme secrétaire du Mouvement de la jeunesse chrétienne étudiante russe, association particulièrement active avant-guerre, lorsque les anciens comprirent qu'il fallait transmettre aux plus jeunes les valeurs de la patrie perdue, et témoigner de la solidarité. Elle devint rapidement secrétaire centrale et s'occupait d'actions sociales et missionnaires. Grâce à des fonds qu'elle parvint à réunir, elle ouvrit au 9 avenue de Saxe un foyer pour jeunes femmes isolées, qui déménagea en 1935 au 77 rue de Lourmel. Ce foyer d'accueil devient bientôt un des grands centres de l’organisation de l'immigration russe en France. On fit bientôt construire une petite église, qui rayonna dans le 15e arrondissement et au-delà. On donna des cours de religion et de chant psalmodique et, à partir de l'hiver 1936-1937, des cours d'action missionnaire. Tout ceci était organisé par divers mouvements de l'émigration orthodoxe, dont l'un des pères spirituels était le fameux père Pavel Golychev (1914-1979).
Mère Marie sillonnait le 15e arrondissement, où beaucoup d'émigrés défavorisés avaient trouvé refuge, ainsi que les quartiers de Boulogne-Billancourt et de la banlieue ouest, où des Russes travaillaient comme ouvriers d'usine, cherchant à soulager spirituellement et financièrement leur situation, et celle de leur famille. Lorsque Paris fut occupé par l'armée allemande, en juin 1940, Mère Marie comprit tout de suite les principes de ce régime, et ses dangers non seulement pour la capitale qui l'avait accueillie elle-même, Slave devenue parisienne, mais aussi pour son ancienne patrie. C'est en chrétienne qu'elle entra en résistance, en se servant de ses multiples allées et venues pour des actions de renseignement et de dénonciations des mesures prises par l'occupant, tout en continuant sa mission d'évangélisatrice. Elle sauva ainsi des Juifs de la déportation, en les cachant dans un centre provisoire, le centre Lourmel, puis en leur trouvant des refuges durables,. En juillet 1942, elle sauve trois enfants juifs du Vélodrome d'hiver à Paris,. Son fils Georges (Youra), âgé de vingt-deux ans, et le père Dimitri Klépinine furent arrêtés par la Gestapo en février 1943. Peu après, dénoncée, ce fut à son tour de l'être. Elle s'était préparée spirituellement. Elle fut déportée à Ravensbrück. Elle mourut au camp le 31 mars 1945, Vendredi saint dans le calendrier julien, après avoir pris la place d'une femme juive destinée à la chambre à gaz.

## Distinctions
Elle est canonisée (glorifiée dit-on plus souvent dans l'Église orthodoxe) en 2004 par le Patriarcat de Constantinople.
Un film sur sa vie Mère Marie a été tourné par Sergueï Kolossov en 1982, avec Lyudmila Kasatkina dans le rôle principal.
Elle est reconnue Juste parmi les nations à titre posthume le 14 janvier 1985,.
Une rue Mère-Marie-Skobtsov a été inaugurée le 31 mars 2016 dans le 15e arrondissement de Paris. Elle débouche entre les no 84 et 88 de la rue de Lourmel, voie dans laquelle elle a habité pendant la Seconde Guerre mondiale,.
Elle fait partie des 16 femmes dont le parcours est présenté dans le cadre de l'exposition temporaire « Déportées à Ravensbrück, 1942-1945 » organisée par les Archives nationales (site de Pierrefitte-sur-Seine) du 3 février au 16 juin 2023.